# December's Here
| Recensione | Giudizio |
| ---------- | -------- |
| AllMusic   |          |

December's Here è l'undicesimo album in studio del gruppo musicale statunitense New Found Glory, pubblicato nel 2021. Si tratta di un disco a tema natalizio.

## Tracce
1. December's Here – 2:59
2. Somber Christmas – 3:04
3. Holiday Records – 3:03
4. Nothing For Christmas – 3:36
5. Christmas Card – 2:07
6. Santa Forgive Me – 3:19
7. Our First Christmas – 2:41
8. Snow – 3:47
9. Don't Fight It's Christmas – 2:18
10. It Never Snows In Florida (Holiday Version) – 3:20
11. For Christmas Sake – 3:18

Durata totale: 33:32

## Formazione
- Jordan Pundik – voce
- Chad Gilbert – chitarra, cori
- Ian Grushka – basso
- Cyrus Bolooki – batteria, percussioni